# Emily Elizabeth Holman
Emily Elizabeth Holman   (Pennsilvània, 2 de febrer de 1854 - 13 de setembre de 1925) més coneguda pel seu nom professional d'E.E. Holman, va ser una de les primeres dones arquitectes de Pennsylvania. Va ser activa a partir dels 1880 fins a la seva jubilació en 1914 i fou responsable de projectar diversos llocs històrics importants com la casa de Goold en el districte històric de Wilder, Vermont i el National Seminary Park entre molts altres.

## Biografia
No se sap molt dels primers anys de la vida d'Emily Elizabeth Holman, però es coneix que, l'any 1872, va tenir una filla, Louise B. Edwards. Se sap que quan es va casar amb David Shepard Holman (1827-1901), científic vidu, la coneixien com Lillie Edwards. No va tenir fills d'aquest matrimoni i després de la mort del seu marit va seguir treballant com a arquitecta prenent com a nom professional com E.E. Holman.
A l'inici de la seva carrera va treballar com a oficinista en una signatura d'arquitectura, en la qual van reconèixer el seu talent, ja que va ser capaç d'aprendre l'ofici i es va convertir en la persona que dibuixava i dissenyava projectes per als seus col·legues d'oficina. És així com en 1893 decideix independitzar-se i obrir la seva pròpia signatura que va anomenat E.E. Holman, en un intent deliberat de fer el seu gènere irrellevant, i que va situar en el número 1020 de Chestnut Street, Philadelphia, Pennsylvania. En els seus inicis com a arquitecta independent va construir tant espais residencials com a públics, incloent la casa d'estiu de John Hay, Secretari d'Estat en el gabinet de McKinley; per a l'actor, Francis Wilson, la seva segona residència en el llac Mahopac, Nova York; la majoria dels edificis en el Seminari del Parc Nacional fora de Washington, DC; i cases des de Canadà a Jamaica i en cada estat dels Estats Units excepte Mississipi. Molts dels seus clients eren homes de negocis prominents, tals com Thomas C. Cairns, Gerent General de la Companyia de Ciment de Portland d'Alabama; Nathaniel K. Davidyan, un immigrant d'Armènia, que era un comerciant de catifes turques; la casa Tanner, d'un banquer de Ouray (Colorado), Colorado; Almon Penfield Turner, president de la Canadian Copper Company; i Henry K. Wick, un executiu de mineria de carbó en Youngstown, Ohio.
Holman també va publicar llibres. El primer en 1884, gairebé una dècada abans que ella comencés la seva pròpia pràctica. Va publicar diversos volums de llibres de plànols i els va posar al dia regularment amb el nou material així com anuncis en periòdics i revistes, tals com el Ladies Home Journal.
Va treballar en una varietat d'estils diferents, però predominantment el seu treball es va centrar en cases residencials, en les quals va adaptar l'estil artesà americà i va agregar sovint elements d'estils neoclàssics o colonials. Es va retirar en 1914.

## Projectes destacats

### Wilder Village Districte Històric
Situat en el número 54 de l'avinguda de Norwich, en Wilder, Vermont, aquesta casa va ser dissenyada seguint les pautes de l'estil regna Ana en 1895, per a un comerciant prominent, Thomas Goold i la seva esposa, Sarah. Té un front típic asimètric i és un dels pocs habitatges a la ciutat que va ser construït seguint les especificacions de professionals. Holman va dibuixar els plànols en 1895 i la Hartford Historical Society, en Hartford, Vermont, conserva alguns dels plànols originals. En 1999, el Wilder Village Historic District va ser inclòs en el Registre Nacional de Llocs Històrics.
El National Park Seminary va ser un projecte que va durar diversos anys i segons una entrevista en el New York Tribune, Holman va crear gairebé tots els edificis del lloc. Sobre un hotel / casino que ja existia i que va ser comprat per Juan i Vesta Cassedy en 1894, els nous propietaris van idear la creació d'una escola exclusiva en aquell lloc. Es van construir uns 20 edificis més, encara que alguns, com el saló de ball, van ser agregats més tard i no formaven part dels dissenys de Holman. A més dels vuit clubs de la germanor construïts entre 1894 i 1904, estan la capella (1898), el dormitori de Aloha (1898), la biblioteca de Miller (1901), el teatre de Odeon (1907), el gimnàs (1907) i un dormitori italià.

L'exèrcit dels Estats Units va comprar el complex en 1941 i va incorporar el lloc com a part del centre mèdic de l'exèrcit de Walter Reed. Durant el període en què va operar com a hospital es dugueren a terme algunes alteracions interiors i exteriors, que van canviar la "integritat històrica de les estructures". En un intent per evitar una major deterioració o pèrdua significativa, en 1972, els edificis restants van ser designats en el Registre Nacional de Llocs Històrics.

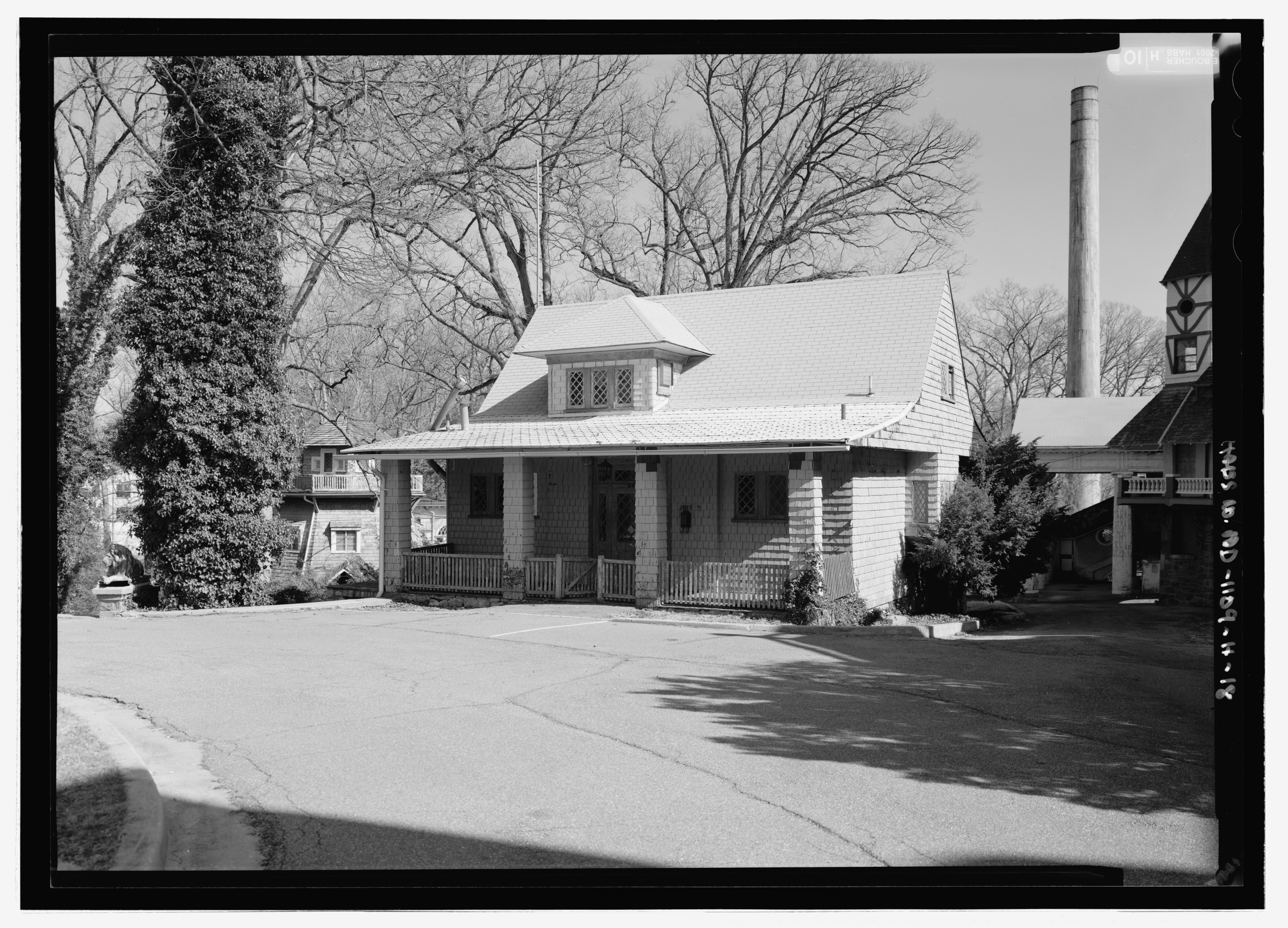
Casa de Alpha Epsilon Pi Sorority
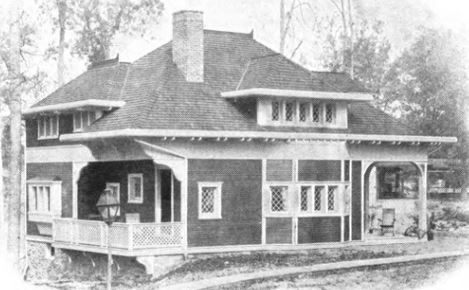
casa de Chi Omicron Pi Sorority
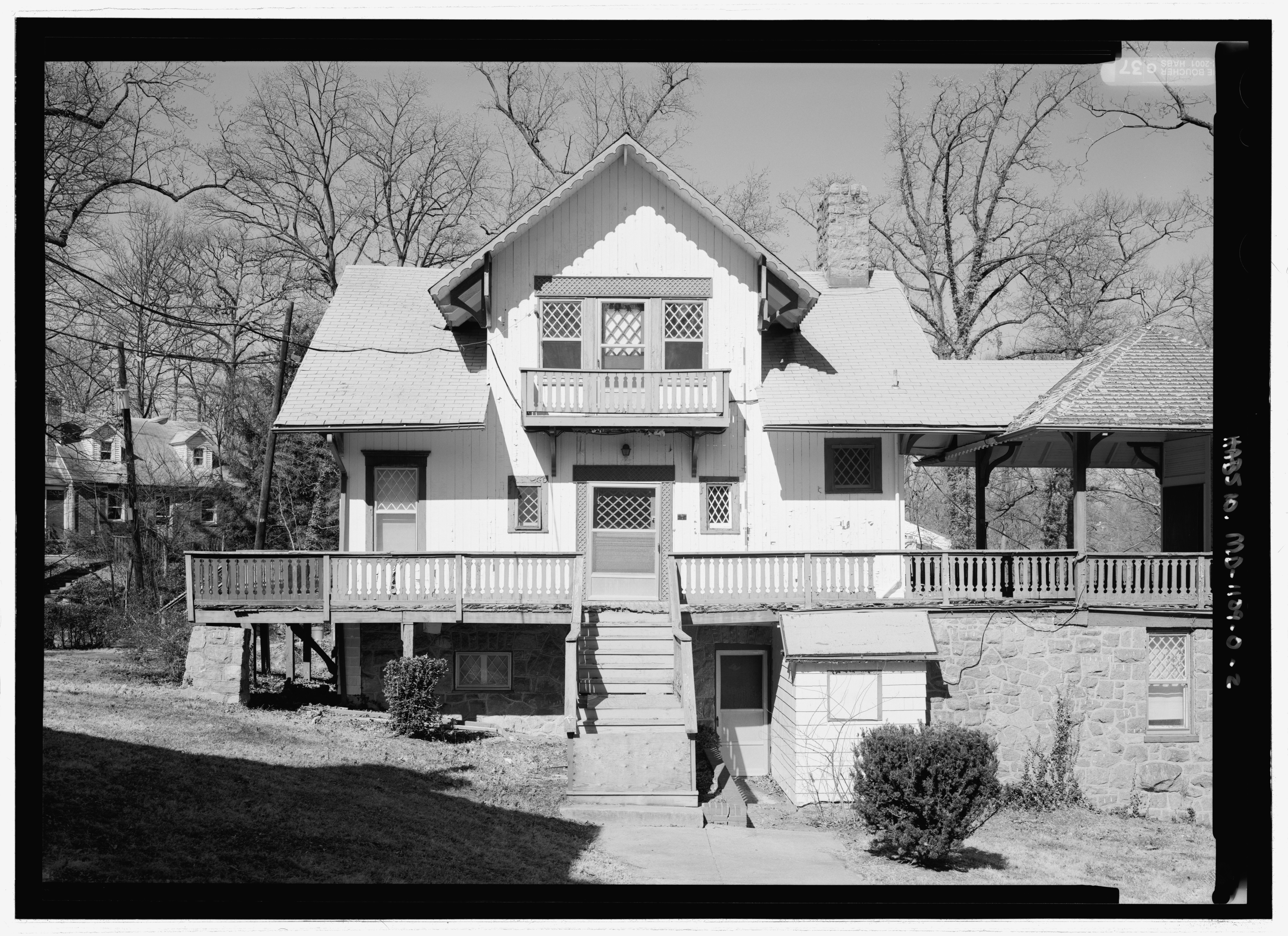
Casa de Zeta Eta Theta Sorority
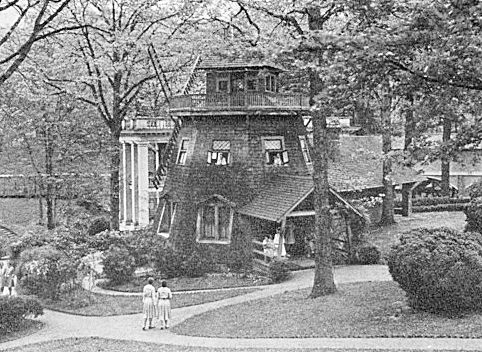
Casa de Kappa Delta Phi Sorority

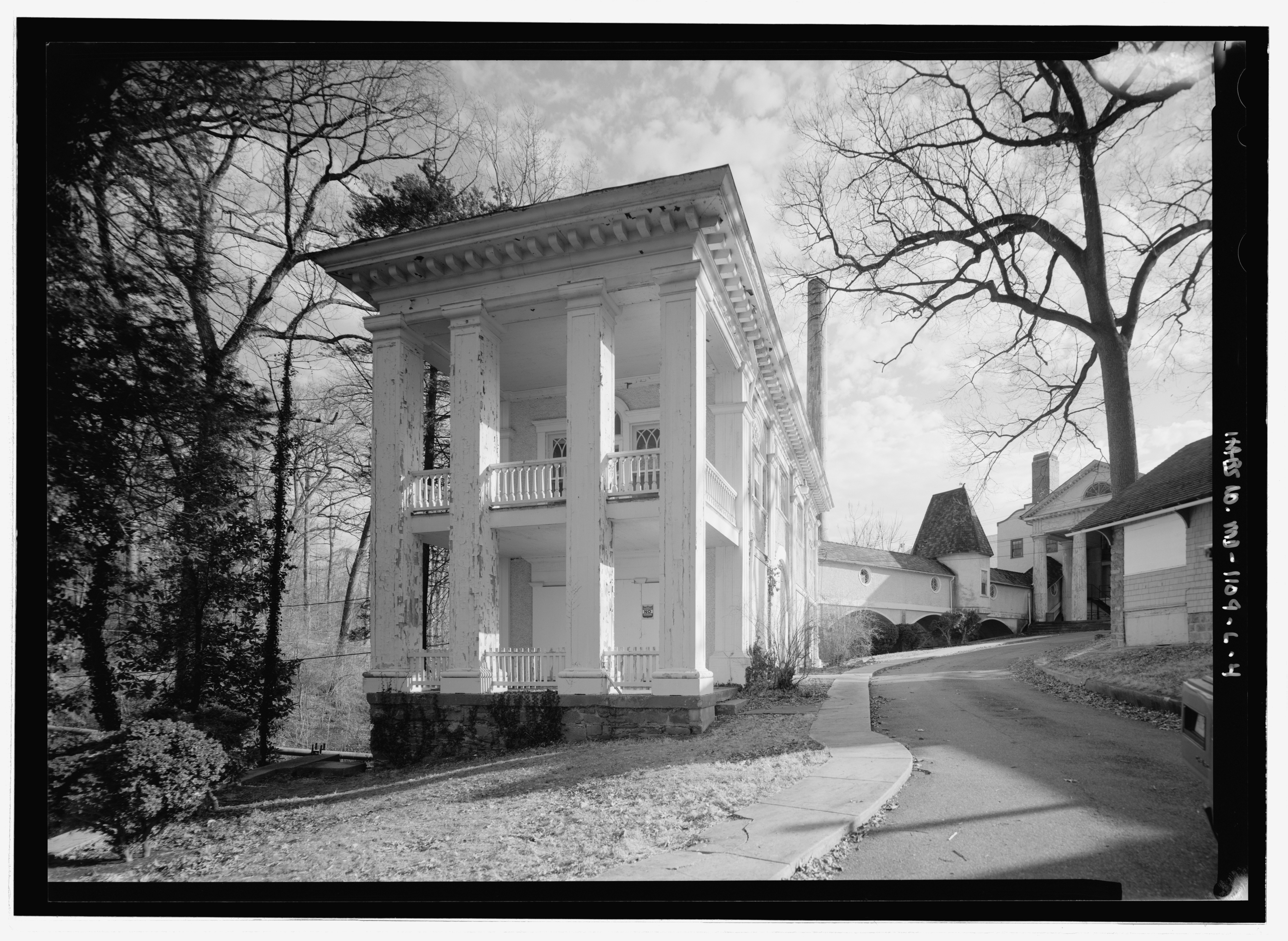
Casa de Phi Delta Psi Sorority
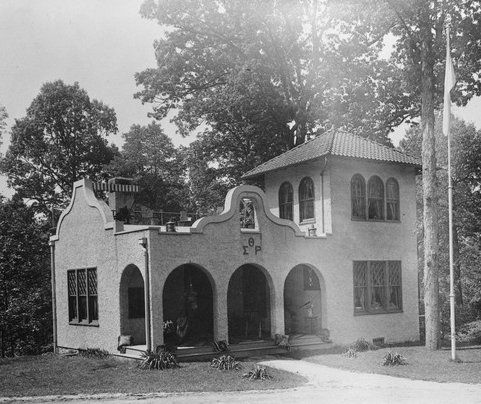
Casa de Theta Sigma Rho Sorority
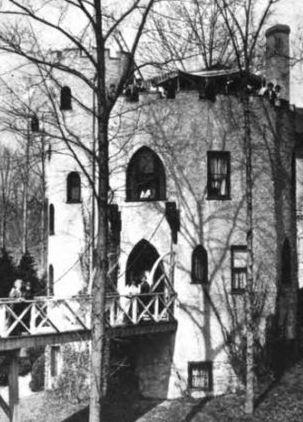
Casa de Pi Beta Nu Sorority
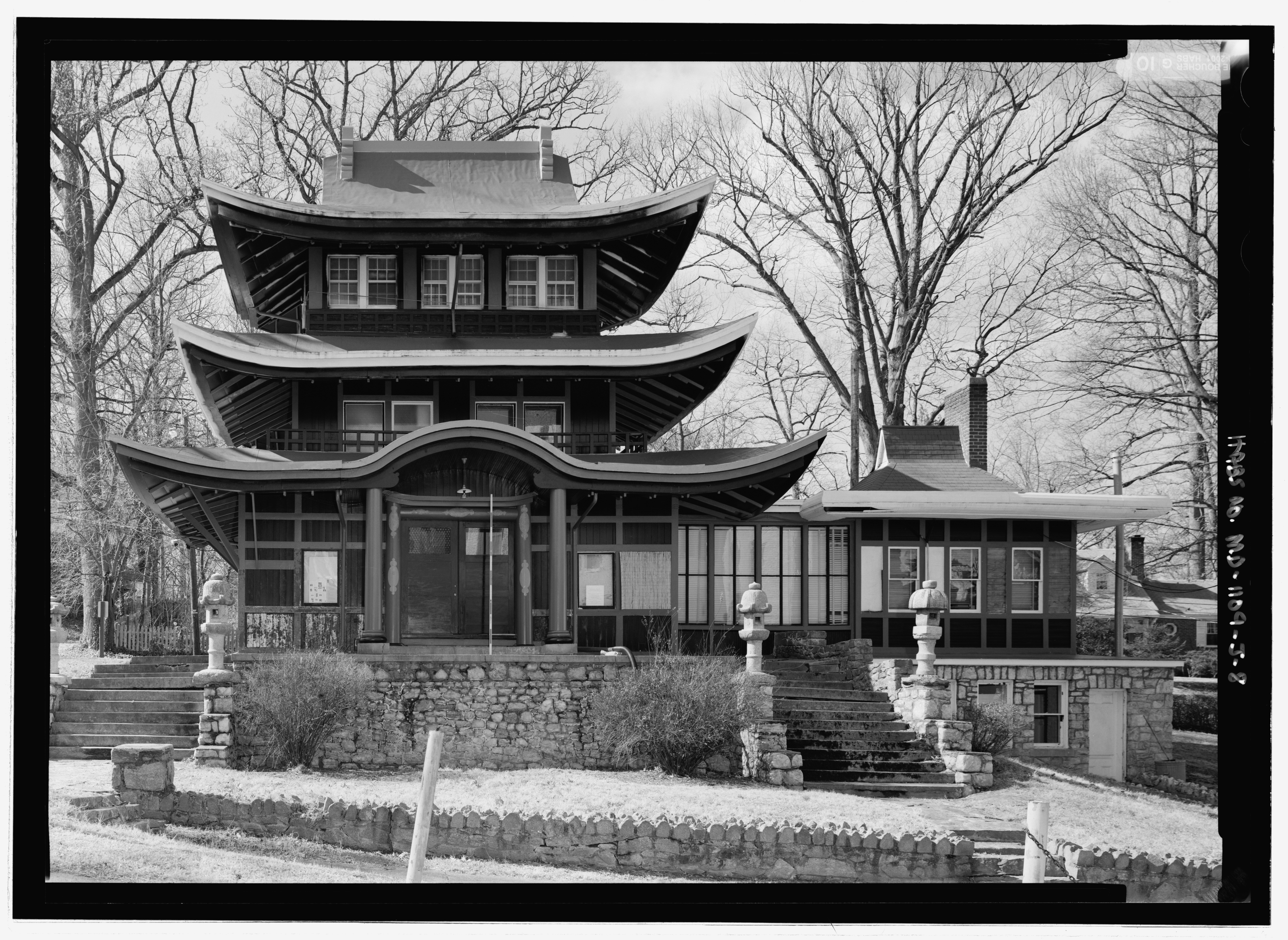
Casa de Chi Psi Upsilon Sorority

Cadascuna de les cabanyes de la propietat van ser dissenyades per Holman i les noies de cada germanor van seleccionar els plànols baix els quals es va dissenyar la seva casa club. Aquestes cases club no eren residència de les estudiants, però van ser utilitzats per a funcions socials. El primer bungalow va ser construït per a la germanor Alpha Epsilon Pi Sorority formada en 1895. Construït seguint l'estil de bungalow de la costa est, sent la matèria primera per a la seva construcció fusta de roure, dels mateixos arbres que havien estat talats per buidar el lloc. El segon bungalow construït va ser per a la casa Chi Omicron Pi ("Chiopi") Sorority, que s'havia format en 1894, però la casa de la qual club no es va construir fins al cap de la finalització de Alpha. Construït en 1896, presenta com a innovació les vores aixecades que li donaven una mirada oriental. El tercer club construït va ser pel Zeta Eta Theta Sorority en 1898. Va ser construït en l'estil d'un xalet suís i es va traslladar del seu lloc original quan el saló de ball va ser construït en 1927.
El Kappa Delta Phi Sorority es va formar en 1899 i va seleccionar com a disseny, dins dels plànols presentats per Holman, un molí de vent holandès. El cinquè bungalow va ser construït en 1903 pel Phi Delta Psi Sorority en l'estil Revival Colonial, amb elements georgians i neoclàssics. Originalment es va intentar emular una casa de guarda anglés, però la carretera per sota mai es va completar. El sisè bungalow va ser construït per la Theta Sigma Rho Sorority, que es va formar en 1903. Les germanes de la germanor van escollir l'estil de les missions espanyoles per a la seva casa club. Era el primer exemple de l'estil de la Missió a l'àrea metropolitana de Washington, D. de C. i el seu interior va oferir les catifes i el mobiliari autèntics del nadiu americà de Nou Mèxic. Pi Beta Nu Sorority es va formar en 1903, però la seva casa club no es va construir fins a 1904. Les noies van triar un castell d'estuc circular, basat en un disseny britànic complet amb un pont llevadís.
L'últim dels clubs a ser acabat era potser el més distintiu. Va ser construït pel Chi Psi Upsilon Sorority en 1904 i està en l'estil d'una pagoda japonesa. El seu interior va oferir una estàtua de Buda així com molts detalls autèntics.
En 1898 es va construir la capella. Es tracta d'un edifici rectangular d'estuc amb un campanar i adorns de fusta. Presenta vitrall típic de finals del segle xix. Originalment la capella tenia seients estil auditori en vellut verd, però l'exèrcit els va reemplaçar per bancades (amb l'inici de la Segona Guerra Mundial, l'Exèrcit dels Estats Units va començar a planificar les necessitats mèdiques dels soldats que tornaven. En 1942, la propietat va ser adquirida pel Walter Reed Army Hospital com una instal·lació mèdica per als soldats discapacitats, tancant així la universitat. Però quan el pressupost de l'Exèrcit va perdre fons del Congrés dels Estats Units durant els anys 1960-1970, no es podia mantenir l'espai i es va transferir a l'Administració de Serveis Generals per trobar un nou propietari.)
El Aloha Dormitory també va ser construït en 1898 i és d'estuc amb acabat de fusta. El porxo presenta una sèrie d'arcs recolzats per cariátides.
En 1901, Holman va construir la biblioteca de Miller, que no és la biblioteca característica, però va ser construïda per emmagatzemar una col·lecció de llibres rars per Dewitt Miller, un amic personal dels Cassedys.

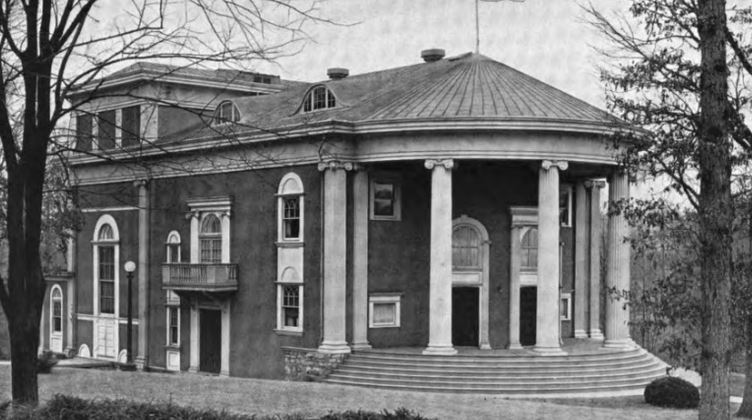
Teatre Odeon

La banda d'estuc al voltant de l'exterior de l'edifici marca la ubicació interior del nivell de l'entresòl. Una oficina en el nivell superior és considerada com la residència de Miller quan va visitar la propietat. Després de la finalització dels clubs, es van dur a terme els projectes del Teatre Odèon i el nou gimnàs en 1907. Tots dos en l'estil renaixement grec, encara que els elements són més forts en el gimnàs. El teatre és una badia semicircular amb un pòrtic de columnes jòniques. El gimnàs de tres pisos té un pòrtic sostingut per sis columnes corínties. L'entrada està flanquejada per dues finestres i la façana central compta amb un entablamento suportat per dues pilastres i una finestra d'arc rodó en el bec.
El gimnàs es va sotmetre a un projecte de renovació i restauració en 2014, però el teatre es va cremar en 1993.

### Bona Vista

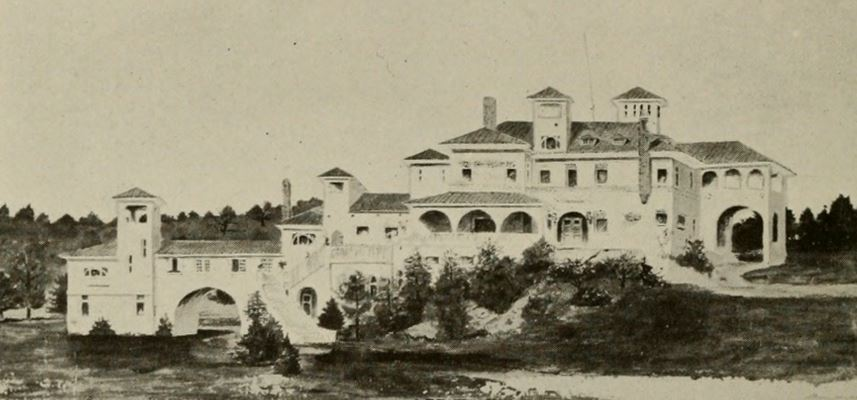
Bona Vista, Old Greenwich, Connecticut.

Joseph Dillaway Sawyer, biògraf de George Washington, va comprar una granja de 78 acres de la vídua Savina Bowen en 1886 en Old Greenwich, Connecticut, amb intenció de construir i dividir el terreny en parcel·les com a cases d'estiu per als novaiorquesos.
Quan Sawyer va comprar la granja, va seleccionar un lloc que ell va imaginar com la localització d'un "castell àrab."
Encara que va escriure un llibre sobre el seu desenvolupament de les cases en altres llocs i va dissenyar els seus plànols ell mateix, Sawyer va contractar a Holman per dissenyar la seva mansió de l'estil italià. La casa mostra un exterior estucat, les torres acabades en grans obertures, generalment rectangulars coberts per teulades a quatre aigües coberts de teules cristal·litzades a manera de taulells. També presenta torres acabades en finestres en forma d'arc de mig punt. L'interior tenia múltiples escales fins a les torres de l'habitatge de quatre pisos. A més tenia una biblioteca amb panells de caoba i un menjador d'igual grandària, a més de la sala de billar, cambres de servents i diversos dormitoris, així com xemeneies en cada pis. La casa va ser construïda per seguir els contorns del pujol sobre el qual es va construir i va proporcionar una vista panoràmica de Long Island. La casa estava programada per a la demolició a causa del seu estat deteriorat en 2014.

## Edificis
- 1894–1907 nombrosos edificis situats en Linden Lane, Forest Glen, Maryland el qual forma part del National Park Seminary.
- 1895 residència en Woodbridge Township, New Jersey.[35]
- 1895 C. P. Havaland residència, Camden, New York.
- 1895 residència in Hatboro, New Jersey[36]
- 1895 Thomas P. Goold residència, Wilder, Vermont, estil regna Ana[37]
- 1898 I. W. C. Rylund residència, Friendsville, Pennsylvania
- 1900 Casa de Joseph Dillaway Sawyer en Old Greenwich, Connecticut, arquitectura italianitzant.
- 1900 residència a Jamaica
- 1901 Casa de Frank P. en Ouray, Colorado,
- 1901 Thomas C. Cairns residència Demopolis, Alabama
- 1901 A. P. Turner residència Copper Cliff, Ontario, Canada,[38]
- 1901 H. K. Wick residència, Youngstown, Ohio
- 1901 W. S. Morse residència Seaford, Delaware[39]

- 1901 Dr. J. R. Goodloe residència Demopolis, Alabama
- 1901 residència en Garden City, Long Island, New York
- 1901 residència en Coronat, Califòrnia.
- 1906 Horace R. Moses house "Chestnut Hill" Philadelphia, Pennsylvania
- 1907 W. T. Stewart Home en Corsicana, Texas,
- 1908 residència Englewood, New Jersey,
- 1908 N. R. Davidyan residència i estable, Moorestown, New Jersey,[40]
- Abans de 1910, la segona residència de Francis Wilson, "The Hill" Lake Mahopac, New York[41]
- 1909 J. I. Wing residència, Mechanicsburg, Ohio, en estil Neocolonial britànic.[42]
- 1915 C. I. Coix residència, Pennington, New Jersey

## Publicacions
- Holman, I. I. (1894). Picturesque Cottages: 32 New and Original Designs. Philadelphia.[43]
- Holman, I. I. (1901–1903). Picturesque Summer Cottages: Containing 35 New and Original Designs. 3 vols. Philadelphia.
- Holman, I. I. (1903). Picturesque Summer Cottages: Designs for Summer Homes, Camps and Slab Cabins. Vols I–II. Philadelphia.[44]
- Holman, I. I. (1903). Picturesque Summer Cottages: Designs for Stone, Shingle and Rustic Summer Cottages and Bungalows. Vol III. Philadelphia.
- Holman, I. I. (1904). New Picturesque Cottages: Containing Original and Beautiful Designs for Suburban Homes from $2,800 to $6,000. Philadelphia.
- Holman, I. I. (1906). A Book of Bungalows: Containing 30 New and Original Designs. Philadelphia.
- Holman, I. I. (1907). Picturesque Suburban Homes: 30 Designs from $3,000 to $10,000. Philadelphia.
- Holman, I. I. (1908). Picturesque Camps, Cabins and Shacks: Containing 40 New and Original Designs. Philadelphia.
- Holman, I. I. (1909). Picturesque Suburban Houses. Philadelphia.[45]